# Nike Fuhrmann
Nike Fuhrmann (11 września 1974 w Monachium) – niemiecka aktorka.

## Filmografia (wybrane)
- 2000: SOKO Leipzig – Mädchen
- 2001: Hochzeit auf Raten
- 2002: Nachts (Krótki film)
- 2003: Wenn Kannibalen stranden
- 2004: In aller Freundschaft – Der Liebesbeweis
- 2005: Die Krähen
- 2006: Der Kriminalist – Am Abgrund
- 2007: Maddin in Love
- 2008: In aller Freundschaft – Geben und nehmen
- 2008: Küstenwache: Kurzschlusshandlung
- 2009: Meine wunderbare Familie – Alle unter einem Dach
- 2008–2012: Der Bergdoktor
- 2011: Weißblaue Geschichten – Liebe auf den zweiten Blick
- 2012: SOKO Stuttgart – Kindergeburtstag
- 2012: Akte Ex – Omm
- 2012: Die Rosenheim-Cops – Abpfiff
- 2013: Der letzte Bulle – Der Sinn des Lebens
- 2013: Wir haben gar kein Trauschein
- 2014: Alarm für Cobra 11 – Die Akte Stiller
- 2014: Die Bergretter – Lebensmüde
- 2014: Um Himmels Willen – Sonnenschein
- 2014: Küstenwache – Der Tod segelt mit
- 2015: Opa, ledig, jung
- 2016: Katie Fforde: Du und ich
- 2016: Inga Lindström – Willkommen im Leben
- 2016: Phoenixsee
- 2017: SOKO Leipzig – Ein Fall für Rettig
- 2017: Die Spezialisten – Im Namen der Opfer
- 2017: In aller Freundschaft – Die jungen Ärzte – Liebesschmerz
- od 2018: SOKO Wismar